# Портрет дівчинки — Зофії Соколовської
«Портрет дівчинки — Зофії Соколовської» (пол. Portret dziewczynki – Zofii Sokołowskiej) — картина олією польської художниці Ольги Бознанської, написана у 1900 році.
Перебуває в колекції Національного музею в Кракові (MNK II-b-1693).

## Опис
На картині зображена Зофія Соколовська, яка померла у віці 34 років. Вона була дочкою Авґуста Соколовського, вірменина за походженням, професора Ягеллонського університету та депутата Державної ради, а також дружиною Тадеуша Цибульського, адвоката, художника, скульптора, критика та сценографа. На момент написання портрета їй було близько 20 років.

## Історичне походження
У 1917 році картина належала Тадеушу Цибульському.